# 埃特納 (紐約州)
埃特納（英語：Etna）是位於美國紐約州湯普金斯縣的非建制地區。

## 歷史
埃特納的郵局自1823年營運至今。

## 地理
埃特納所處的海拔為高於海平面311米（即1020英呎），而該地所採用的時區為UTC-5，即北美东部时区（EST）。同時該地設有夏令時間，為UTC-5調快一小時，即UTC-4（EDT）。